# 阿巴斯·穆萨维
阿巴斯·穆萨维（羅馬化：ʿAbbās al-Mūsawī；1952年10月26日—1992年2月16日），什叶派伊斯兰运动家和真主党第二任总书记。1992年，被以色列軍隊擊斃，哈桑·纳斯鲁拉繼任總書記。

## 生平
穆萨维在伊拉克納杰夫大学学习什叶派神学。在那里他深受后来成为首任伊朗最高領袖霍梅尼影响。
1978年穆萨维回到黎巴嫩，四年后他帮助组织了真主党来抵抗以色列的占领。
许多西方观察员认为他是许多袭击的策划人，包括对法国和美国维持和平军队的袭击，这些袭击共导致约300名士兵丧命。
1992年2月16日，以色列军队使用直升飞机在黎巴嫩南部杀死了穆萨维，随同被杀的还有他的妻子、儿子和其他四人。
作为对这次袭击的报复，布宜諾斯艾利斯的以色列大使馆在1992年3月17日遭炸弹袭击，致29人死亡及240人受伤。